# Syritta illucida
Syritta illucida là một loài ruồi trong họ Ruồi giả ong (Syrphidae). Loài này được Walker miêu tả khoa học đầu tiên năm er ?. Syritta illucida phân bố ở miền Australasia